# Katholische Akademie St. Jakobushaus

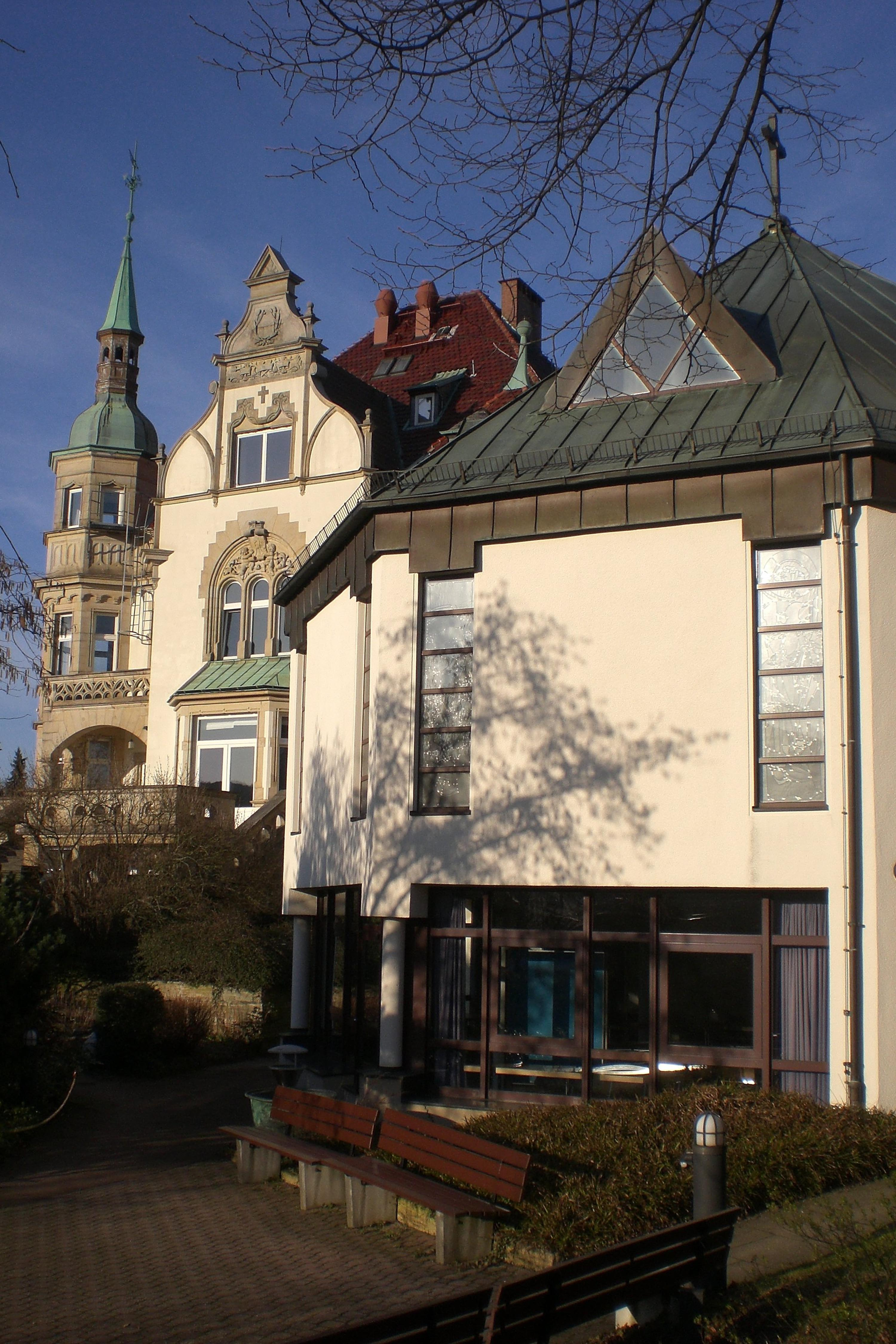
St. Jakobushaus, Gartenseite: links hinten die Villa Alberti, im Vordergrund die St.-Norbert-Kapelle

Das St. Jakobushaus war eine Heimvolkshochschule in Goslar. Träger der katholischen Akademie war das Bistum Hildesheim. Das Haus liegt nördlich der Altstadt am Georgenberg, Reußstr. 4.

## Gebäude
Keimzelle des Gebäudekomplexes ist die Villa Alberti, das 1901 erbaute Wohnhaus der Industriellenfamilie Alberti im eklektizistischen Stil des späten Kaiserreichs.
Nach dem Tod des Erbauers 1922 wurde die Villa von der Witwe Else Alberti bewohnt, 1938 auch von Dr. Rudolf Alberti (Chemiker) und Karl Alberti (Kaufmann). 1944 nutzte die NSDAP das Gebäude zur Lagerung von aus den Ostgebieten stammenden Möbeln. 1945 beschlagnahmte die britischen Besatzungsmacht das Haus für kurze Zeit und brachte dort Heimatvertriebene und Displaced Persons unter. Laut Adressbuch waren 1948/49 dort Rudolf Albert Erben und Alberti, H. C. Farbenfabrikant registriert, sowie die Firmen Ein- und Verkaufsgesellschafft der Gablonzer Industrie o.H., Krüger u. Oberbeck GmbH, Tabakwaren, Carl Gustav Geold GmbH, Tabakwaren und zehn Familien Heimatvertriebener und Flüchtlinge. In 1952/54 waren nur noch Rudolf Alberti Erben gemeldet.
1954 verkauften die Erben das Haus an die katholische Kirche. Der damalige Dechant des Dekanats Goslar und Pfarrer der St.-Jakobus-Gemeinde, Josef Winter (1905–1966), erwarb das Gebäude und ließ es zum Gemeindehaus der St.-Jakobus-Gemeinde – daher der Name St. Jakobushaus – umbauen. Ein Teil des Gebäudes wurde auch durch den Kindergarten der St.-Jakobus-Gemeinde genutzt. Am 5. Dezember 1954 wurde das St. Jakobushaus durch Bischof Joseph Godehard Machens eingeweiht. Neben der Nutzung als Gemeindehaus fanden bereits in den ersten Jahren Bildungsveranstaltungen statt, für die Einladungen in viele Teile des Bistums Hildesheim geschickt wurden.
Nachdem sich das Haus auf Dauer für die Pfarrgemeinde als zu groß und zu kostspielig im Unterhalt erwiesen hatte, erfolgte ein Umbau für die Zwecke der 1958 gegründeten Akademie. Den Umbau leitete der Architekt Alois Hafkemeyer aus Braunschweig (1929–1986), der im Bistum Hildesheim später auch die Kirchen St. Norbert (Grasleben), Corpus Christi (Rotenburg (Wümme)), St. Marien (Braunschweig), St. Elisabeth (Salzgitter), St. Bernward (Braunschweig), das Ökumenische Zentrum St. Stephanus (Lüneburg) und St. Maximilian Kolbe (Salzgitter) entwarf. Am 3. Oktober 1959 erfolgte die Einweihung des St. Jakobushauses als Akademie durch Bischof Heinrich Maria Janssen.
Nach dem Übergang in die Trägerschaft des Bistums bestanden unter anderem eine Hauskapelle und zahlreiche Gästezimmer, im Garten wurde ein Bungalow gebaut. In 1974/75 wurde der erste Erweiterungsbau errichtet. 1985/86 entstanden, wieder nach Plänen des Architekten Alois Hafkemeyer, weitere Gruppenräume sowie die nach dem heiligen Norbert benannte oktogonale Hauskapelle. Am 3. September 1986 erfolgte die Einweihung der Kapelle und der neu entstandenen Räume durch Bischof Josef Homeyer.
Nachdem die Akademie Anfang August 2021 geschlossen worden war, erfolgte zum 1. Dezember 2021 die Profanierung der St.-Norbert-Kapelle.

## Akademie
Am 6. Januar 1958 stiftete der Hildesheimer Bischof Heinrich Maria Janssen die Akademie der Diözese Hildesheim, die seit dem 3. Oktober 1959 im St. Jakobushaus ansässig war. Erster Leiter der Akademie war Josef Winter, der 1959 einen Nachfolger als Pfarrer der St.-Jakobus-Gemeinde bekam und sich daher ganz der Akademie und der Erwachsenenbildung im Bistum widmen konnte. Erster wissenschaftlicher Leiter war Erich Riebartsch, sein Stellvertreter Franz Flintrop. 1963 trat Josef Winter aus gesundheitlichen Gründen zurück und Joop Bergsma wurde zweiter Leiter des Hauses.
Das Jakobushaus bot ein breites Spektrum von Bildungsangeboten religiöser, historischer, kultureller und politischer Thematik. Für die Freizeit standen Sport-, Spiel- und Begegnungsräume, Hauskapelle und Garten zur Verfügung, außerdem ein Fußweg ins nahe Stadtzentrum und Wanderwege in die Harzvorberge.
Im November 2020 gab das Bistum Hildesheim bekannt, dass es seine katholische Akademie nach Hannover verlagern will. Zuletzt hatte das Haus einen jährlichen Zuschussbedarf von rund 800.000 Euro, den das Bistum Hildesheim getragen hat. Der Bildungsbetrieb im St. Jakobushaus soll zum 31. Juli 2021 eingestellt und am 1. Januar 2022 am neuen Standort wiederaufgenommen werden. Einige Aufgaben der Heimvolkshochschule sollen von der Katholischen Erwachsenenbildung übernommen werden.
Um ein Umdenken zu erreichen, wurde die Unterschriftensammlung für eine Petition an den Bischof von Hildesheim Dr. Heiner Wilmer gestartet. Sie trägt den Titel „Erhalten Sie diese Bildungshäuser - wir brauchen Orte der Gemeinschaft und Begegnung!“. Auch lokale Bemühungen, das Haus in Eigenregie zu übernehmen, blieben erfolglos.
Mitte Juli 2021 fand im St. Jakobushaus das letzte Seminar statt, Anfang August 2021 wurde die Akademie geschlossen. Das Gebäude steht zum Verkauf (Stand August 2021).

## Namhafte Dozenten
- Joop Bergsma, Leiter (1963–1967), Geistlicher Leiter (1967–1969)
- Franz Flintrop
- Barbara Stühlmeyer
- Berthold Wald
- Nikolaus Wyrwoll, Geistlicher Leiter (1969–1976)